# Austauschoffizier
Ein Austauschoffizier ist ein Offizier, der meist für einen längeren Zeitraum zu den Streitkräften eines befreundeten Staats entsandt wird und dort seinen Dienst versieht. Die meisten Austauschoffiziere werden auf Dienstposten verwendet, die Bestandteil der Personalstruktur sind und somit auch von einem Soldaten des Gastgeberlandes besetzt sein könnten.

## Zielsetzung
Neben der Zielsetzung, Einsatzgrundsätze, Organisation und Ausrüstung der Streitkräfte des Gastgeberlandes kennenzulernen, tragen Austauschoffiziere zum Ausbau der bilateralen Beziehungen als Vertreter ihres Heimatlandes und zur Vertrauensbildung bei.

## Teilnahme an Einsätzen
Abhängig von den zwischenstaatlichen Vereinbarungen nehmen Austauschoffiziere auch an Einsätzen des jeweiligen Staates teil.
So wurde zum Beispiel ein deutscher Tornado-Waffensystemoffizier, der bei der Royal Air Force dient, mit seiner Einheit von Oktober 2009 bis Januar 2010 in Afghanistan eingesetzt. Amerikanische Austauschpiloten bei der Bundeswehr wurden mehrfach mit Kontingenten der Marine im Rahmen der Operation Enduring Freedom eingesetzt.